# 侯斯頓富國銀行廣場
富國銀行廣場（英語：Wells Fargo Bank Plaza）是一座地上71層、地下4層、建築高度302.4（992英尺）的摩天大樓，位於美國德克薩斯州休士頓市中心。該大廈是富國銀行總部之一，同時是德州及休士頓第二高樓，僅次於摩根大通大廈；該大廈也是西半球最高的全玻璃建築物。
該大廈原名為聯合銀行廣場（Allied Bank Plaza），並曾於1988年改名為第一州際銀行廣場（First Interstate Bank Plaza）。目前只有富國銀行廣場直接連接休士頓地下道系統，連接至市中心其他的辦公大樓;，其連接入口點位於建築物內的樓梯、電扶梯和電梯。在大廈第34至35層和第58至59層間設有頂部大廳，供電梯轉換樓層用，這裡使用的電梯為雙層電梯，另大廳屬公眾空間，可供人欣賞休士頓美景。

## 歷史
富國銀行廣場由SOM建築設計事務所的梅國建築師協會院士理查德·基廷（Richard Keating）所設計的1983年颶風艾麗西亞過境休士頓，富國銀行廣場的外牆玻璃因不堪強風吹襲而損失慘重。該大廈原名為聯合銀行廣場（Allied Bank Plaza），並曾於1988年一度改名為第一州際銀行廣場（First Interstate Bank Plaza），1996年時富國銀行集團併購第一州際銀行後獲得該大廈產權，並改為現名。
1993年，英國駐休士敦領事館在富國銀行廣場租借一9,707平方英尺（901.8平方）的辦公室。1995年，科爾房地產（Koll Real Estate）取消富國銀行廣場的管理合同。1996年，戴那基前身NGC集團向富國銀行廣場租借260,000平方英尺（24,000平方）的辦公室，該公司將位在郊區分部的700多名員工轉移到此處。2012年，戴那基宣布破產，為了縮小規模而將此一部分的人員遷出。
2006年，塔爾加資源向富國銀行廣場簽署了11年租約，租用佔地101,600平方英尺（9,440平方）的辦公室空間，後來又將這些空間分配至至第43至第46層之間。2007年，世邦魏理仕成為富國銀行廣場唯一的租賃代理公司。截至當年10月，該建築物已租賃91％，主要多為大型承租戶，另有一部分中等規模的承租戶。2014年12月，普華永道搬到以前由戴那基租賃的辦公室。

## 承租戶
普華永道位在休士敦的辦事處於第5800號，塔爾加資源則位在第4300號。
自2005年12月以來，一直在建設中並號稱第3大的休士敦健身俱樂部（Houstonian Lite club），將由紅石公司（Redstone Cos.）與休士頓飯店經營，計劃於2006年3月中到3月底之間開放。該俱樂部位於大廈第14樓，佔據一12,000平方英尺（1,100平方）的空間，包括的設施有團體運動教室、更衣室、私人彼拉提斯教室，以及健身器材等。多個承租戶也一同參與該俱樂部開發計畫，包括大都會人壽保險、大都會大廈地產公司（Metropolitan Tower Realty Company Inc.）、以及大廈的管理者與出租方林肯房產公司（ Lincoln Property Co.）等。
英國駐休士頓領事館位於大廈第1900號；日本駐休士頓領事館原先位在大廈第5300號，後來遷移到第2300號; 2008年後，日本領事館遷至休士頓市中心2號。瑞士駐休士頓領事館原先在大廈第5670號，後來搬至艾倫中心2號美國德克薩斯州南區檢察官辦公室位於大廈第2300號。
當Hit Video USA成立時，其工作室位於富國銀行廣場內。

## 照片集

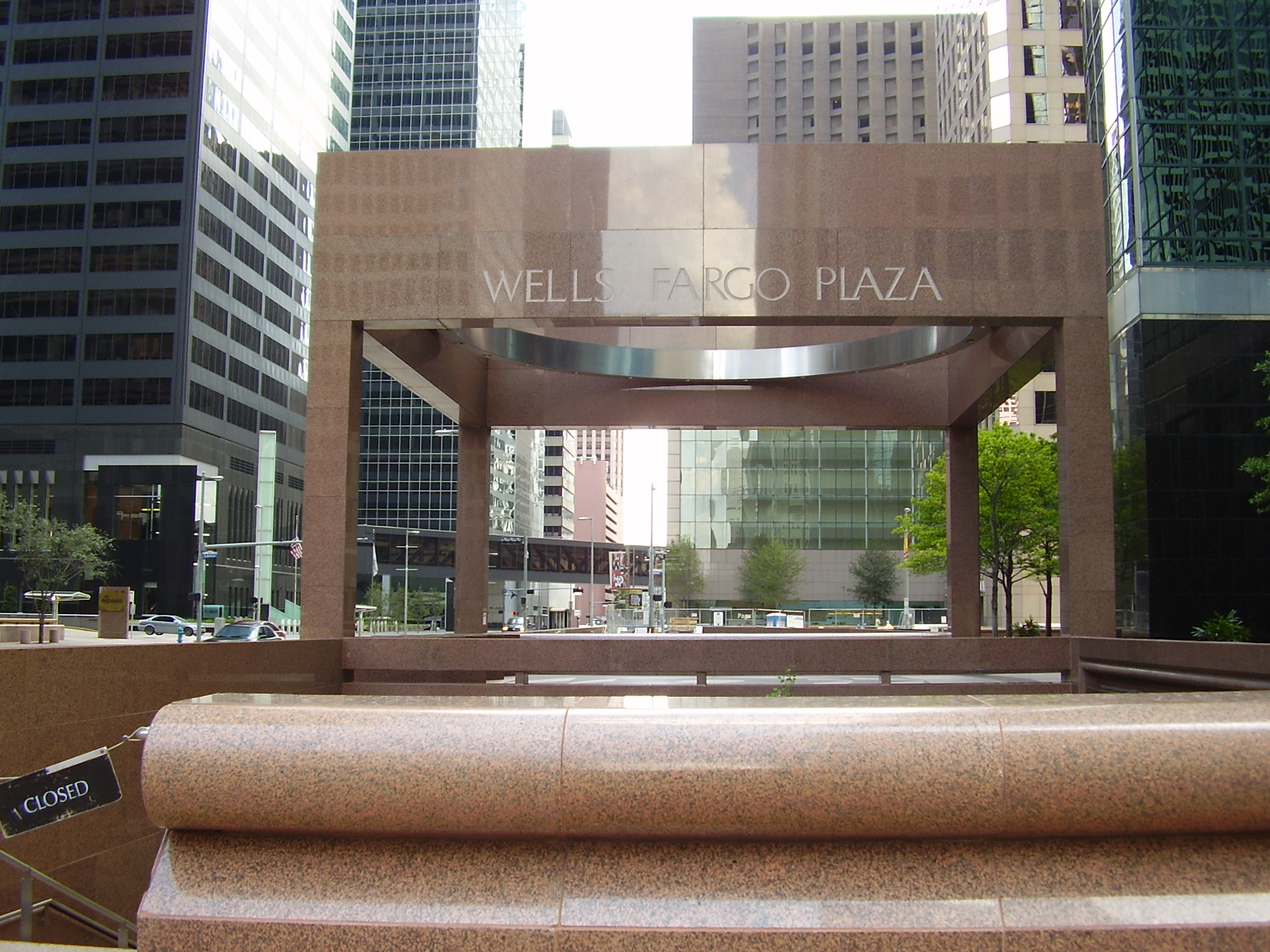
富國銀行廣場入口處
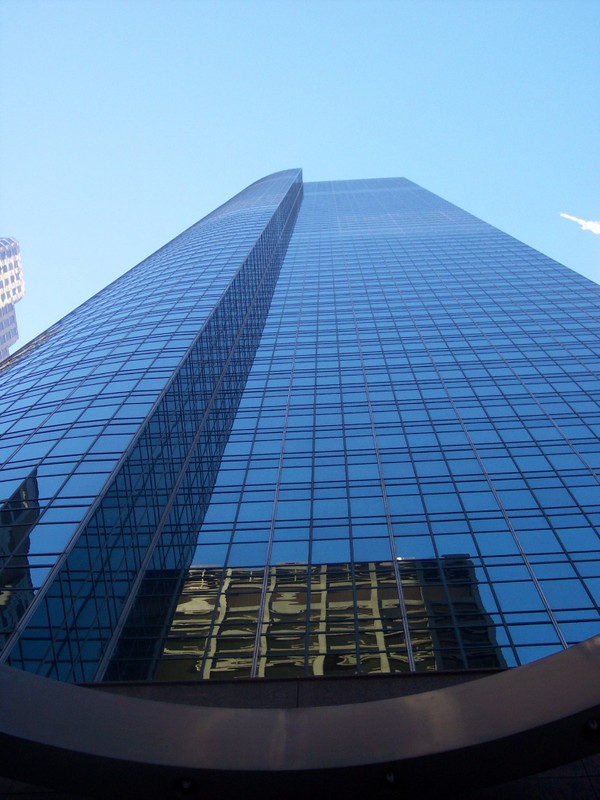
向上仰望富國銀行廣場
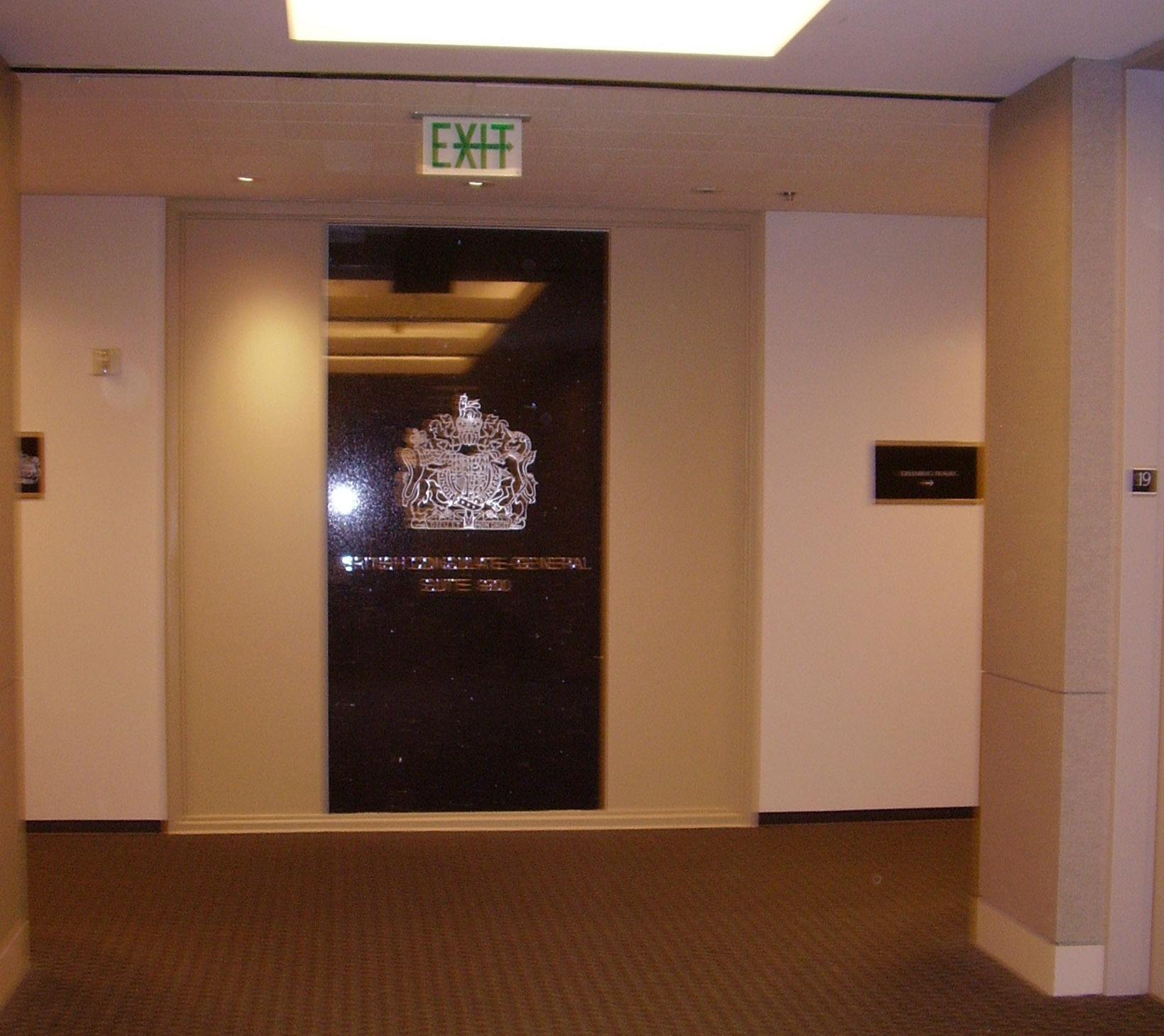
位於大廈第1900號的英國駐休士頓領事館

## 外部連結
- Wells Fargo Plaza （页面存档备份，存于）
- Houston Architecture.com of Wells Fargo Bank Plaza
- FCC-Entry （页面存档备份，存于）